# Morti nel 955
| Questa pagina contiene informazioni ricavate automaticamente dalle voci biografiche con l'ausilio del template Bio e di un bot. L'aggiornamento è periodico e automatico e ricostruisce completamente la pagina. Se manca una persona in questa lista, sei pregato di non aggiungerla, ma accertati piuttosto che la sua voce biografica contenga il template Bio e che i dati anagrafici siano correttamente compilati. Se il template Bio manca, inseriscilo tu stesso o, in alternativa, metti l'avviso {{tmp\|Bio}} che ne segnala la mancanza. Se i dati riportati sono sbagliati, correggi direttamente la voce biografica; le modifiche saranno visibili in questa lista entro pochi giorni. Per chiarimenti vedi il progetto biografie. La lista contiene solo le 11 persone che sono citate nell'enciclopedia e per le quali è stato implementato correttamente il template Bio. Pagina aggiornata al 13 gen 2025. |

- 10 agosto - Corrado il Rosso, nobile tedesco
- 10 agosto - Fajsz d'Ungheria
- 16 ottobre - Stoignew, sovrano obodrita
- 1º novembre - Enrico I di Baviera, duca tedesco
- 8 novembre - Papa Agapito II, papa e cardinale italiano
- 23 novembre - Edredo d'Inghilterra, re (n. 923)
- Ahmad ibn Muhammad ibn Musa al-Razi, storico e scrittore persiano (n. 888)
- Bulcsú, nobile ungherese
- Isaac Israeli ben Solomon, filosofo e medico egiziano (n. 855)
- Lehel, condottiero ungherese
- Sancha Sánchez di Navarra, regina